# O Livro de Boba Fett
The Book of Boba Fett (prt/bra: O Livro de Boba Fett) é uma Minissérie de faroeste espacial americana criada por Jon Favreau para o serviço de streaming Disney+. Faz parte da franquia Star Wars, se passando após os eventos de O Retorno de Jedi (1983), e é um spin-off da série The Mandalorian. The Book of Boba Fett segue o caçador de recompensas Boba Fett de The Mandalorian e outras mídias de Star Wars enquanto ele se estabelece como o novo senhor do crime do antigo território de Jabba, o Hutt. A série cruza com The Mandalorian  e seu outro spin-off Ahsoka.
Temuera Morrison estrela como o personagem-título, com Ming-Na Wen e Pedro Pascal também estrelando. Todos reprisam seus papéis de The Mandalorian e outras mídias de Star Wars. Um filme autônomo de Star Wars centrado em Boba Fett estava em desenvolvimento inicial na Lucasfilm antes que a empresa começasse a priorizar séries de streaming como The Mandalorian. Uma potencial série derivada foi relatada pela primeira vez em novembro de 2020 e foi anunciada oficialmente em dezembro. As filmagens começaram nesse ponto e duraram até junho de 2021. Além de Favreau, Dave Filoni, Kathleen Kennedy e Colin Wilson retornam de The Mandalorian como produtores executivos e se juntam a Robert Rodriguez, que dirigiu três episódios.
The Book of Boba Fett estreou em 29 de dezembro de 2021 e durou sete episódios até 9 de fevereiro de 2022. A série recebeu resenhas medianas dos críticos, que elogiaram as atuações de Morrison e Wen, sequências de ação, efeitos visuais, fotografia e trilha sonora, mas criticaram a escrita, o enredo, o ritmo e a caracterização de Boba Fett.

## Premissa
Boba Fett e Fennec Shand tentam fazer seu nome no submundo da galáxia, assumindo o território antes controlado por Jabba, o Hutt.

## Elenco e Personagens

### Estrelando
- Temuera Morrison como Boba Fett:
O mais novo "Daimyo" de Tatooine, um ex-caçador de recompensas e clone de seu pai, Jango Fett.[2] Morrison disse que a série foi uma oportunidade de explorar o passado do personagem e mostrar o que aconteceu com ele entre os eventos de O Retorno de Jedi (1983) e a segunda temporada de The Mandalorian (2020).[3] Ele se concentrou no "tipo de violência fervente" de Fett e no desejo de vingança, bem como em sua solidão, que foi causada por ver seu pai morrer em uma idade jovem. Isso se encaixa na ideia de que ele encontra uma nova família em uma tribo de Incursores Tusken em O Livro de Boba Fett.[4] Imagens de arquivo de Daniel Logan como um jovem Fett filmado para Star Wars: Episódio II – Ataque dos Clones (2002) foram usadas,[5] enquanto Finnegan Garay serviu como ator no set para o jovem Fett.[6] Morrison também dubla os soldados clones no flashback da Ordem 66 de Grogu.[7]
- Ming-Na Wen como Fennec Shand: Uma mercenária e assassina de elite, a serviço de Fett.[2]
- Pedro Pascal como Din Djarin / O Mandaloriano: Um caçador de recompensas Mandaloriano a quem Fett e Shand ajudaram anteriormente em sua busca.[8]

### Co-estrelas recorrentes
- Matt Berry como a voz de 8D8: Um droide de tortura a serviço de Fett.[9][10]
- David Pasquesi como o mordomo Twi'lek de Mok Shaiz, prefeito de Mos Espa em Tatooine.[10]
- Jennifer Beals como Garsa Fwip: Uma Twi'lek que dirige uma cantina em Mos Espa chamado Santuário.[10]
- Carey Jones como Krrsantan: Um caçador de recompensas Wookiee e ex-gladiador, que trabalhou para os gêmeos, primos de Jabba, o Hutt, antes de ser contratado por Fett.[11]
- Sophie Thatcher como Drash: Líder de um grupo de ciborgues que trabalham para Boba Fett.[12]
- Jordan Bolger como Skad: Um membro do grupo de ciborgues que trabalham para Fett.[12]

### Outras co-estrelas
- Stephen Root como Lortha Peel: Um vendedor de água no Distrito dos Trabalhadores de Mos Espa.[12]
- Danny Trejo como o treinador do rancor do rancor de Fett.[12]
- Stephen "Thundercat" Bruner como um artista mod em Mos Eisley que salva a vida de Shand e Vanth usando peças cibernéticas.[13]
- Emily Swallow como a Armeira: Líder da antiga tribo guerreira Mandaloriana de Djarin.[8]
- Amy Sedaris como Peli Motto: Uma mecânica que administra um hangar em Mos Eisley.[8]
- Timothy Olyphant como Cobb Vanth: O marechal de Freetown, cidade de Tatooine, anteriormente Mos Pelgo, que usava a armadura de Boba Fett.[14]
- Rosario Dawson como Ahsoka Tano: Uma Togruta e ex-padawan Jedi de Anakin Skywalker.[14]
- Corey Burton como a voz de Cad Bane: Um notório caçador de recompensas Duros empregado pelo Sindicato Pyke. Bane é fisicamente retratado por Dorian Kingi.[14]
- Mark Hamill como Luke Skywalker: Um mestre Jedi e filho de Anakin Skywalker.[14] Assim como em sua aparência rejuvenescida em The Mandalorian, Skywalker foi amplamente criado por meio de efeitos visuais e fala sintetizada com base em imagens de referência e gravações, respectivamente, de Hamill. Graham Hamilton foi o performer no set para o personagem.[15]

Além disso, o diretor Robert Rodriguez dubla o chefe do crime Trandoshano Dokk Strassi (fisicamente retratado por Stephen Oyoung), e o prefeito Ithoriano de Mos Espa, Mok Shaiz. Frank Trigg e Collin Hymes retratam os dois guardas Gamorreanos a serviço de Fett. Mandy Kowalski e Skyler Bible aparecem como Camie Marstrap e Laze "Fixer" Loneozner, respectivamente, personagens originalmente retratados por Koo Stark e Anthony Forrest em uma cena deletada de Star Wars (1977). Paul Sun-Hyung Lee e Jon Favreau reprisam seus papéis de The Mandalorian como Capitão Carson Teva e a voz de Paz Vizsla, respectivamente, com Vizsla interpretado por Tait Fletcher. Max Lloyd-Jones, que serviu como substituto de Luke Skywalker em The Mandalorian, aparece como Tenente Reed. W. Earl Brown também reprisa seu papel como  Taanti, o proprietário Weequay em Freetown. Também retornando de The Mandalorian está o personagem Grogu, um jovem membro sensível à Força da espécie de Yoda que anteriormente era protegido por Djarin, o droide R2-D2 de Skywalker também aparece.
Sam Witwer, o dublador de Darth Maul em mídias anteriores de Star Wars, fornece a voz não creditada de um prisioneiro Rodiano, enquanto o dublador frequente de Star Wars Stephen Stanton fornece a voz não creditada de um viajante Pyke com Alfred Hsing atuando no set. Phil LaMarr fornece a voz para os chefes Pyke e Klatooiniano, e Will Kirby faz uma aparição como Karales, um ex-caçador de recompensas no Santuário.

## Episódios
| N.º | Título                                        | Dirigido por        | Escrito por                 | Lançamento             |
| --- | --------------------------------------------- | ------------------- | --------------------------- | ---------------------- |
| 1   | "Chapter 1: Stranger in a Strange Land"       | Robert Rodriguez    | Jon Favreau                 | 29 de dezembro de 2021 |
| 2   | "Chapter 2: The Tribes of Tatooine"           | Steph Green         | Jon Favreau                 | 5 de janeiro de 2022   |
| 3   | "Chapter 3: The Streets of Mos Espa"          | Robert Rodriguez    | Jon Favreau                 | 12 de janeiro de 2022  |
| 4   | "Chapter 4: The Gathering Storm"              | Kevin Tancharoen    | Jon Favreau                 | 19 de janeiro de 2022  |
| 5   | "Chapter 5: Return of the Mandalorian"        | Bryce Dallas Howard | Jon Favreau                 | 26 de janeiro de 2022  |
| 6   | "Chapter 6: From the Desert Comes a Stranger" | Dave Filoni         | Jon Favreau and Dave Filoni | 2 de fevereiro de 2022 |
| 7   | "Chapter 7: In the Name of Honor"             | Robert Rodriguez    | Jon Favreau                 | 9 de fevereiro de 2022 |

## Produção

### Contexto
O CEO da Disney, Bob Iger anunciou o desenvolvimento de diversos filmes spin-off de Star Wars em fevereiro de 2013. Um destes filmes seria focado no caçador de recompensas Boba Fett, e iria se passar entre os eventos de Uma Nova Esperança (1977) e O Império Contra-Ataca (1980) ou entre O Império Contra-Ataca e O Retorno de Jedi (1983). Foi revelado ainda que o filme exploraria os outros caçadores de recompensa vistos em O Império Contra-Ataca. No início de 2014, Simon Kinberg abordou o diretor Josh Trank acerca de criar um filme de Star Wars, e Trank lançou a ideia de um filme à Lucasfilm; sendo contratado para dirigir em junho. Trank estava programado para anunciar o filme na Star Wars Celebration de Anaheim em abril de 2015 e revelar ainda um teaser para o projeto, mas foi cancelado no último minuto depois que a Lucasfilm ficou ciente da produção conturbada de Trank em Fantastic Four (2015). Em maio de 2015, Trank não estava mais trabalhando no filme. Um filme de Boba Fett ainda estava sendo cogitado pela Lucasfilm até agosto de 2017, e James Mangold foi escolhido para escrever e dirigi-lo em maio de 2018, com Kinberg co-escrevendo e produzindo. Seguindo a falência financeira do filme Solo: Uma História Star Wars (2018), a Disney reconsiderou a saída do filme de Star Wars. Até outubro de 2018, o filme de Boba Fett não estava mais seguindo em frente e a Lucasfilm estava priorizando a produção da série The Mandalorian para o Disney+.
Iger disse em fevereiro de 2020 que spin-offs de The Mandalorian estavam sendo considerados, e que havia potencial para adicionar mais personagens à série, com a intenção de dar-lhes suas próprias séries. Em maio, Temuera Morrison foi escalado para viver Boba Fett na segunda temporada de The Mandalorian. Morrison já havia interpretado o pai de Boba, Jango Fett em Ataque dos Clones (2002), e seguiu dando voz a Boba em várias mídias de Star Wars. Antes que o envolvimento de Morrison em The Mandalorian fosse confirmado, Fett apareceu brevemente no episódio "Capítulo 5: O Pistoleiro" da primeira temporada ao lado da personagem Fennec Shand, vivida por Ming-Na Wen. Morrison faz uma pequena aparição no episódio de estreia da segunda temporada, até ser introduzido por completo no "Capítulo 14: A Tragéida", dirigido por Robert Rodriguez.

### Desenvolvimento
Até o início de 2020, a produção de uma terceira temporada de The Mandalorian ou uma potencial série spin-off focada em Boba Fett era teorizada de estar programada para começar mais tarde no mesmo mês ou no início de dezembro. Uma série spin-off de Boba Fett não foi anunciada pela presidente da Lucasfilm, Kathleen Kennedy, na Disney's Investor Day em 10 de dezembro, quando as outras produções derivadas, Rangers of the New Republic e Ahsoka, foram anunciadas; Kennedy disse que estas séries existem na linha do tempo de The Mandalorian e estavam planejadas para culminar em um "evento histórico climático". Kennedy anunciou que o "próximo capítulo" da hitória de The Mandalorian estraria em dezembro de 2021.
O final da segunda temporada de The Mandalorian, "Chapter 16: The Rescue", foi lançado no fim de dezembro de 2020, incluindo uma "sequência pós-créditos surpresa" que revelou que The Book of Boba Fett estava chegando em dezembro de 2021. Isso gerou alguma confusão e especulação entre comentaristas que acreditavam que aquilo era um subtítulo para a terceira temporada de The Mandalorian e a série estaria trocando o foco de seu personagem principal, Din Djarin, para Boba Fett. Jon Favreau, criador e showrunner de The Mandalorian, logo esclareceu que The Book of Boba Fett era uma série própria, separada da terceira temporada de The Mandalorian e explicou que o spin-off não foi anunciado por Kennet no Investor Day porque não queriam "estragar a surpresa" da revelação ao fim do episódio. Ele acrescentou que a produção já havia se iniciado. É produzida executivamente por Favreau, Dave Filoni, e Rodriguez, com Favreau escrevendo todos os sete episódios da série e co-escrevendo o sexto com Filoni. Como os outros derivados, The Book of Boba Fett também se configura na linha do tempo de The Mandalorian, e foi descrita como a "temporada 2.5 de The Mandalorian". A produção de cada episódio de The Book of Boba Fett é referida como se fosse uma terceira temporada de The Mandalorian; por exemplo, o primeiro episódio é referenciado como "301" ao invés do típico "101" para o primeiro episódio de uma série. A série é composta por sete episódios.

### Seleção de elenco
Quando a produção da série foi relatada pela primeira vez, Sophie Thatcher estava se juntando à franquia Mandalorian, mas não se sabia em qual série ela apareceria. Com o anúncio oficial da série em dezembro de 2020, Temuera Morrison e Ming-Na Wen foram confirmados para reprisar seus respectivos papéis de Boba Fett e Fennec Shand de The Mandalorian e outras mídias anteriores. Antes disso, Wen admitiu que foi contratada como personagem regular para a terceira temporada de The Mandalorian. Jennifer Beals foi revelada para ter um papel na série em novembro de 2021, e Thatcher foi confirmada para aparecer nesta série em janeiro de 2022. O personagem Krrsantan, um caçador de recompensas Wookiee introduzido nos quadrinhos de Star Wars da Marvel Comics, também aparece na série, interpretado por Carey Jones, enquanto Corey Burton reprisa seu papel como a voz de Cad Bane da série animada The Clone Wars e The Bad Batch para a estreia em live-action do personagem.
Personagens adicionais de The Mandalorian aparecem, incluindo Pedro Pascal como Din Djarin / O Mandaloriano, Emily Swallow como A Armeira, Amy Sedaris como Peli Motto, Favreau como a voz de Paz Vizsla, Paul Sun-Hyung Lee como Carson Teva, Timothy Olyphant como Cobb Vanth, Grogu, Rosario Dawson como Ahsoka Tano, Mark Hamill como Luke Skywalker, e W. Earl Brown como o bartender Weequay.

### Filmagens
A filmagem da série começou no fim de novembro de 2020, no Volume video wall do StageCraft, em Los Angeles, que também foi usado para The Mandalorian. As normas de prevenção contra a COVID-19 foram seguidas set, com membros da equipe usando máscaras e face shields ao redor de atores, testes rápidos sendo realizados a cada três dias e testes completos a cada semana. Depois de duas semanas de filmagem, os membros da equipe descobriram que estavam fazendo  The Book of Boba Fett ao invés da terceira temporada de The Mandalorian. Rodriguez dirigiu três episódios da série, com Steph Green, Kevin Tancharoen, Bryce Dallas Howard, e Filoni também dirigindo um episódio cada. Dean Cundey, David Klein e Paul Hughen foram os diretores de fotografia da série. As filmagens se encerraram no dia 8 de junho de 2021, com Obi-Wan Kenobi assumindo o controle dos estúdios de som de Los Angeles.

### Efeitos visuais
Os estúdios Industrial Light & Magic, Ghost VFX, Important Looking Pirates, Hybride, e SSVFX providenciaram os efeitos visuais/CGI para a série.

### Música
No final de setembro de 2021, as sessões de composição para a série começaram com o compositor de The Mandalorian, Ludwig Göransson, retornando para The Book of Boba Fett. Joseph Shirley, que forneceu música adicional em The Mandalorian, também estava envolvido e esperava-se que recebesse crédito de compositor. Göransson é creditado como tendo composto os temas principais da série, com Shirley creditado como compositor. A Walt Disney Records lançou o tema principal de Göransson para a série como um single digital em 28 de dezembro de 2021, e a mídia sueca comentou a semelhança entre o tema e a música de Björn Isfält para o filme Ronja Rövardotter (1984). A partitura de Shirley foi lançada em dois volumes: a música do "Capítulo 1" ao "Capítulo 4" foi lançada em 21 de janeiro de 2022, e uma segunda trilha sonora do "Capítulo 5" ao "Capítulo 7" foi lançada em 11 de fevereiro.

Todas as músicas compostas por Joseph Shirley, exceto onde indicado.
| The Book of Boba Fett: Vol. 1 (Chapters 1–4) [Original Soundtrack] |                            |                  |         |  |
| N.º                                                                | Título                     | Artista          | Duração |  |
| 1.                                                                 | "Rebirth"                  |                  | 3:16    |  |
| 2.                                                                 | "The Stranger"             |                  | 3:01    |  |
| 3.                                                                 | "Normal Day at the Office" |                  | 2:41    |  |
| 4.                                                                 | "Fear Is a Sure Bet"       |                  | 3:48    |  |
| 5.                                                                 | "Desert Walk"              |                  | 3:00    |  |
| 6.                                                                 | "Boba's Throne"            |                  | 3:45    |  |
| 7.                                                                 | "The Twins"                |                  | 4:37    |  |
| 8.                                                                 | "Stop That Train"          |                  | 4:06    |  |
| 9.                                                                 | "Like a Bantha"            |                  | 2:02    |  |
| 10.                                                                | "The Ultimate Boon"        |                  | 5:07    |  |
| 11.                                                                | "Aliit Ori'shya Tal'din"   |                  | 6:12    |  |
| 12.                                                                | "Road Rage"                |                  | 4:56    |  |
| 13.                                                                | "The Mod Parlour"          |                  | 3:04    |  |
| 14.                                                                | "Fennec and Boba"          |                  | 2:08    |  |
| 15.                                                                | "You Fly, I'll Shoot"      |                  | 5:34    |  |
| 16.                                                                | "The Families of Mos Espa" |                  | 5:33    |  |
| 17.                                                                | "The Book of Boba Fett"    | Ludwig Göransson | 2:55    |  |
| Duração total:                                                     | Duração total:             | Duração total:   | 65:00   |  |

| The Book of Boba Fett: Vol. 2 (Chapters 5–7) [Original Soundtrack] |                                                                            |         |  |
| N.º                                                                | Título                                                                     | Duração |  |
| 1.                                                                 | "The Underworld"                                                           | 3:19    |  |
| 2.                                                                 | "A Cautionary Tale"                                                        | 3:12    |  |
| 3.                                                                 | "Faster Than a Fathier"                                                    | 4:58    |  |
| 4.                                                                 | "Maiden Voyage"                                                            | 1:20    |  |
| 5.                                                                 | "It's a Family Affair"                                                     | 3:47    |  |
| 6.                                                                 | "Life Lessons"                                                             | 3:56    |  |
| 7.                                                                 | "A Gift"                                                                   | 2:46    |  |
| 8.                                                                 | "Teacher's Pet"                                                            | 6:25    |  |
| 9.                                                                 | "From the Desert Comes a Stranger"                                         | 2:19    |  |
| 10.                                                                | "Two Paths Diverged"                                                       | 2:50    |  |
| 11.                                                                | "In the Name of Honor"                                                     | 3:24    |  |
| 12.                                                                | "Battle for Mos Espa"                                                      | 2:30    |  |
| 13.                                                                | "A Town Besieged"                                                          | 6:46    |  |
| 14.                                                                | "Final Showdown"                                                           | 4:13    |  |
| 15.                                                                | "Goodnight"                                                                | 2:32    |  |
| 16.                                                                | "A Town at Peace"                                                          | 2:21    |  |
| 17.                                                                | "The Reign of Boba Fett"                                                   | 1:21    |  |
| 18.                                                                | "Hit It Max" ("The Book of Boba Fett: Vol. 1 (Chapters 1-4)" Bonus Track)  | 2:01    |  |
| 19.                                                                | "Train Heist" ("The Book of Boba Fett: Vol. 1 (Chapters 1-4)" Bonus Track) | 6:15    |  |
| 20.                                                                | "The Bonfire" ("The Book of Boba Fett: Vol. 1 (Chapters 1-4)" Bonus Track) | 1:41    |  |
| Duração total:                                                     | Duração total:                                                             | 68:00   |  |

## Lançamento
A série estreou no Disney+ em 29 de dezembro de 2021, e consiste em sete episódios que foram lançados semanalmente até 9 de fevereiro de 2022.

## Recepção

### Audiência
O final da temporada teve a maior audiência de uma série de Star Wars do Disney+ até o momento, com o Deadline Hollywood relatando que o final foi visto por 1,5 milhão, 36% a mais do que o final da segunda temporada de The Mandalorian.

### Resposta crítica
| - The Book of Boba Fett (2021–22): Porcentagem de avaliações positivas rastreadas pelo site Rotten Tomatoes | |
| | Esta página contém um gráfico que utiliza a extensão <graph>. A extensão está temporariamente indisponível e será reativada quando possível. Para mais informações, consulte o ticket T334940. |

O agregador de resenhas Rotten Tomatoes relatou um índice de aprovação de 66% com base em 200 resenhas, com uma classificação média de 6,8/10, com o consenso crítico afirmando: "The Book of Boba Fett nunca poderia igualar as aventuras que existiram na imaginação dos fãs por décadas, mas ganha sua comissão com peças espetaculares e a presença dominante de Temuera Morrison." O Metacritic deu à série uma pontuação média ponderada de 59 em 100 com base em 19 críticos, indicando "críticas mistas ou médias".
Daniel D'Addario da Variety elogiou a narrativa, o visual e as performances. David Grossman da Polygon disse que o primeiro episódio mostrou o "lado desesperado de Star Wars". Maggie Lovitt do Collider expressou que o segundo episódio "entregou um dos melhores e mais ricos episódios temáticos da televisão de Star Wars' até hoje". Hannah Flint da IGN afirmou que sem Morrison interpretando Fett o programa, poderia ter sido um fracasso total, dizendo: "O anti-herói humano e de fala simples de Morrison mantém você gostando da história de Boba". Jesse Hassenger, da NME, disse que o programa era realmente a "temporada 2.5 de The Mandalorian" e que "tinha uma estrutura desconcertante, com flashbacks mal integrados que paravam abruptamente no meio da temporada e um desvio igualmente repentino do próprio Boba Fett logo depois." Nick Wanserski do The A.V. Club disse que o programa foi "muito assistível", mas que terminou da mesma forma que começou: "uma bagunça". A equipe do The Ringer opinou que a exclusão de Fett dos penúltimos dois episódios da série impactou negativamente o final, com elogios gerais pela ligação com The Mandalorian (incluindo a aparição de Grogu) e a estreia em live-action de Cad Bane (excluindo sua morte);.
Wanserski também disse que a cena do assalto ao trem foi "rad", enquanto Rohan Nahaar do The Indian Express a criticou. Flint afirmou que a decisão de matar os Tuskens foi "óbvia e preguiçosa". A gangue ciborgue foi comparada negativamente com os Power Rangers. O Luke digitalmente rejuvenescido foi considerado uma melhoria de sua aparência em The Mandalorian, mas alguns consideraram o efeito especial desanimador.

## Série documental
Em abril de 2022, foi anunciado um episódio de Disney Gallery para a série, lançado em 4 de maio de 2022.